# FFH-Gebiet Lehmkuhlener Stauung
Das Fauna-Flora-Habitat-Gebiet Lehmkuhlener Stauung ist ein NATURA 2000-Schutzgebiet in Schleswig-Holstein im Kreis Plön in den Gemeinden Lehmkuhlen, Schellhorn und Wahlstorf. Es liegt im Naturraum Holsteinische Schweiz (Landschafts-ID 70208), in der Haupteinheit Ostholsteinisches Hügelland. Diese ist wiederum Teil der Naturräumlichen Großregion 2. Ordnung Schleswig-Holsteinisches Hügelland. Das Bundesamt für Naturschutz (BfN) rechnet das FFH-Gebiet in seinem Landschaftssteckbrief ebenfalls zur Landschaft Holsteinische Schweiz. Es hat eine Größe von 29 Hektar.
Die größte Ausdehnung des FFH-Gebietes liegt mit einem Kilometer in Ostwestrichtung. Es liegt westlich der Bundesstraße 76 (B76) und südlich der Kreisstraße 53 (K53). Die Westgrenze ist größtenteils identisch mit der Gemeindegrenze zwischen Lehmkuhlen und Wahlstorf. Die höchste Erhebung des FFH-Gebietes liegt mit 51 Meter über Normalhöhennull (NHN) in der Schellhorner Ortslage Schaar an der Einmündung der Straße Schaar in die K53, der niedrigste Punkt befindet sich in einem Moorgebiet nördlich der Straße Lehmkuhlener Stauung in der Gemeinde Lehmkuhlen mit 31 Meter über NHN, siehe Karte 1.
Das Gebiet besteht laut NATURA 2000-Standard-Datenbogen (SDB) vom August 2014 zu knapp der Hälfte aus der FFH-Lebensraumklasse „Feuchtes und mesophiles Grünland“, siehe Diagramm 1.

## Gebietsgeschichte und Naturschutzumgebung
Der NATURA 2000-Standard-Datenbogen (SDB) für dieses FFH-Gebiet wurde im November 1999 vom Landesamt für Landwirtschaft, Umwelt und ländliche Räume (LLUR) des Landes Schleswig-Holstein erstellt, im August 2000 als Gebiet von gemeinschaftlicher Bedeutung (GGB) vorgeschlagen, im Dezember 2004 von der EU als GGB bestätigt und im Januar 2010 national nach § 32 Absatz 2 bis 4 BNatSchG in Verbindung mit § 23 LNatSchG als besonderes Erhaltungsgebiet (BEG) bestätigt. Der SDB wurde zuletzt im August 2014 aktualisiert. Der Managementplan wurde am 9. August 2010 veröffentlicht.
Das FFH-Gebiet Lehmkuhlener Stauung liegt 240 Meter südöstlich des FFH-Gebietes Kolksee bei Schellhorn und 1,2 Kilometer östlich des FFH-Gebietes Lanker See und Kührener Teich und ist Teil des Landschaftsschutzgebietes „Lanker See und die Schwentine bis zum Kleinen Plöner See und Umgebung“. Das FFH-Gebiet Lehmkuhlener Stauung ist Teil des Schwerpunktbereiches 266 des landesweiten Biotopverbundsystems.
Mit der Gebietsbetreuung des FFH-Gebietes Lehmkuhlener Stauung wurde nach § 20 LNatSchG noch keine Institution beauftragt (Stand Februar 2023).

## FFH-Erhaltungsgegenstand

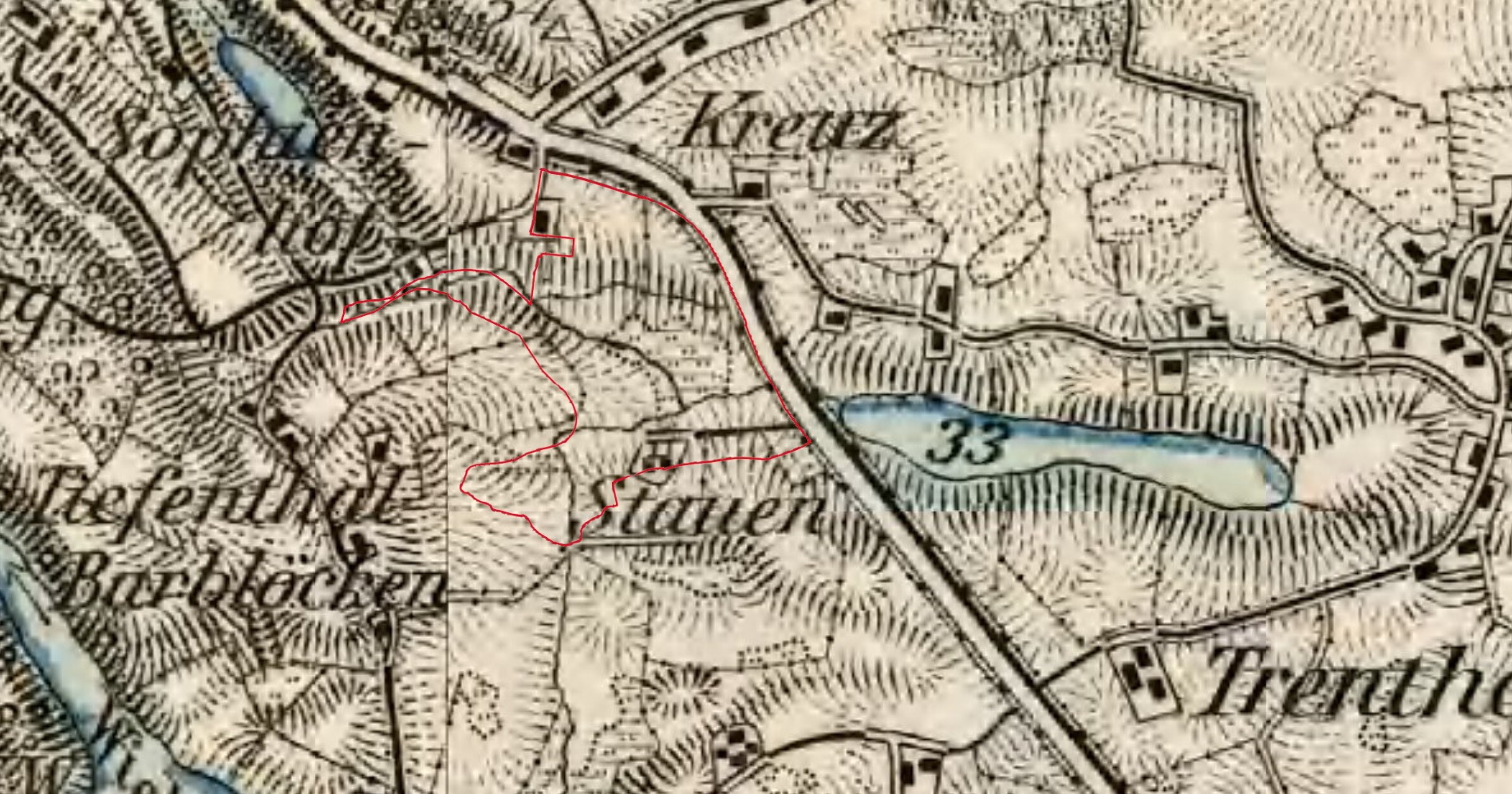
Bild 1ː Lehmkuhlener Stauung um 1893 (Rot umrandet das heutige FFH-Gebiet Lehmkuhlener Stauung)

Laut Standard-Datenbogen vom August 2014 sind folgende FFH-Lebensraumtypen (LRT) und Arten als FFH-Erhaltungsgegenstände mit den entsprechenden Beurteilungen zum Erhaltungszustand der Umweltbehörde der Europäischen Union gemeldet worden (Gebräuchliche Kurzbezeichnung (BfN)):
FFH-Lebensraumtypen nach Anhang I der EU-Richtlinie:
- 7140 Übergangs- und Schwingrasenmoore (Gesamtbeurteilung C)[13]
- 7230 Kalkreiche Niedermoore (Gesamtbeurteilung B)[14]

Die FFH-Lebensraumfläche besteht fast ausschließlich aus dem LRT 7230 Kalkreiche Niedermoore, siehe Diagramm 2. Er befindet sich als zusammenhängendes Gebiet an der tiefsten Stelle des FFH-Gebietes westlich der B76 und südlich der Straße Lehmkuhlener Stauung (Lage). Auf der Karte des Deutschen Reiches von 1893 ist im Moor die heutige offene Wasserfläche noch nicht verzeichnet, siehe Bild 1. Der zweite FFH-Lebensraumtyp 7140 Übergangs- und Schwingrasenmoore befindet sich an zwei Orten in unmittelbarer Nähe des Niedermoores, siehe Karte 2.
Am 17. August 2017 wurde eine neue Biotopkartierung der FFH-Lebensraum- und Biotoptypen im FFH-Gebiet durchgeführt. Nur ein fünftel der Gebietsfläche hat sowohl den Schutzstatus eines FFH-Lebensraum- als auch den eines geschützten Biotoptyps, siehe Diagramm 3. Die Biotopkartierung vom 17. August 2017 hat abweichend vom SDB vom August 2014 eine Fläche mit dem LRT 6510 Magere Flachland-Mähwiesen ausgezeichnet, siehe  Karte 2.

## FFH-Erhaltungsziele
Aus den oben aufgeführten FFH-Erhaltungsgegenständen werden als FFH-Erhaltungsziele von besonderer Bedeutung die Erhaltung folgender Lebensraumtypen und Arten im FFH-Gebiet vom Ministerium für Energiewende, Landwirtschaft, Umwelt und ländliche Räume des Landes Schleswig-Holstein erklärt:
- 7140 Übergangs- und Schwingrasenmoore
- 7230 Kalkreiche Niedermoore

Damit sind alle FFH-Erhaltungsgegenstände als FFH-Erhaltungsziele übernommen worden.

## FFH-Analyse und Bewertung
Das Kapitel FFH-Analyse und Bewertung im Managementplan beschäftigt sich unter anderem mit den aktuellen Gegebenheiten des FFH-Gebietes und den Hindernissen bei der Erhaltung und Weiterentwicklung der FFH-Lebensraumtypen und Arten. Die Ergebnisse fließen in den FFH-Maßnahmenkatalog ein.
Die im FFH-Gebiet ausgewiesenen FFH-LRT-Flächen haben fast ausschließlich eine gute Gesamtbewertung im SDB erhalten, siehe Diagramm 4. Hierbei handelt es sich um den FFH-Lebensraumtyp 7230 Kalkreiche Niedermoore. Diese Fläche ist durch die sie umgebenden intensiv genutzten Acker- und Grünlandflächen in ihrer Entwicklung gefährdet. Durch deren Hanglage gelangt nährstoffreiches Oberflächenwasser in das Niedermoor. Die beiden Flurstücke 113/5 und 112/5 nördlich des Niedermoores befinden sich mittlerweile im Besitz der Stiftung Naturschutz Schleswig-Holstein und werden extensiv als Wiese ohne Nachweide genutzt. Zwischen der Straße Lehmkuhlener Stauung und dem Fließgewässer 1.18.2 liegt eine Ausgleichsfläche des Bundes für den Bau der Ortsumgehung Preetz der Bundesstraße 76. Diese wird ebenfalls extensiv als Grünfläche genutzt. Der Zentralbereich des Niedermoores ist im Besitzung der Stiftung Naturschutz Schleswig-Holstein und wird nach den Regeln des Vertragsnaturschutzes „Weidewirtschaft Moor ohne Düngung“ bewirtschaftet. Das Mähgut wird aus dem Gebiet entfernt, um die Ausmagerung der Flächen zu unterstützen. Dies hat eine Steigerung der Artenvielfalt zur Folge. Die Pflegearbeiten werden vom Verein „Unabhängiges Kuratorium Landschaftspflege Schleswig-Holstein Verband für Naturschutz und Landschaftspflege e.V.“ durchgeführt.
Am Rande des kalkreichen Niedermoores werden zwei Flächen nach dem Vertragsnaturschutzmuster „Wertgrünland“ bewirtschaftet. Es ist zum einen das 1001 m³ große Biotop 325866006-0429 mit dem Biotoptyp GFf Artenreicher Flutrasen (Lage) und zum anderen um das 1034 m² große am 17. August 2017 mit dem Prädikat FFH-Lebensraumtyp 6510 Magere Flachland-Mähwiesen ausgewiesene Biotop 325866006-0419 vom Biotoptyp GMm Mesophile Flachlandmähwiese frischer Standorte (Lage).
Das FFH-Gebiet wird von dem Verbandsgewässer 1.18.2 von Ost nach West durchflossen. Es ist der Abfluss des Trenter Sees außerhalb des FFH-Gebietes östlich der B76. Das Gewässer unterquert die B76 in einem Rohrdurchlass mit ⌀ 80 Zentimeter. Der nachfolgende Querungsdurchlass hat nur einen Querschnitt von ⌀ 50 Zentimeter. Nach 420 Meter als offener begradigter Bachlauf mit einer Sohlbreite von 50 bis 100 Zentimeter fließt der Bach in einem Rohrsystem und verlässt nach 260 Meter das FFH-Gebiet. Gemäß des 3. Zyklus der europäischen Wasserrahmenrichtlinie (WRRL 2022-2027) muss im Jahre 2028 für alle Fließgewässer eine Durchgängigkeit für Fische von der Quelle bis zur Mündung hergestellt sein. Diese ist hier noch nicht gegeben. Im neunzehnten Jahrhundert hatte der Trenter See noch keinen Abfluss, siehe Bild 1. Der Trenter See ist von intensiv genutzten Acker- und Grünlandflächen umgeben. Durch die Entwässerung in das FFH-Gebiet werden viele Nährstoffe in das FFH-Gebiet eingebracht.

## FFH-Maßnahmenkatalog
Der FFH-Maßnahmenkatalog im Managementplan führt neben den bereits durchgeführten Maßnahmen geplante Maßnahmen zur Erhaltung und Entwicklung der FFH-Lebensraumtypen im FFH-Gebiet an. Die Maßnahmen sind zudem in zwei Maßnahmenkarten beschrieben.
Schwerpunkte der Maßnahmenː
- Regelmäßige maschinelle Freihaltung der Kernfläche des Niedermoores von aufkommenden Weidenbewuchs
- Jährliche Pflegemahd mit Abfuhr des Mähgutes im Niedermoor
- Extensive Beweidung der Grünlandflächen
- Umwandlung von Ackerland in extensiv genutztes Grünland

## FFH-Erfolgskontrolle und Monitoring der Maßnahmen
Eine FFH-Erfolgskontrolle und Monitoring der Maßnahmen findet in Schleswig-Holstein alle 6 Jahre statt. Die Ergebnisse des letzten Monitorings wurden am 17. März 2010 veröffentlicht. Der Textbeitrag wurde durch eine Karte der Biotoptypen und eine für die FFH-Lebensraumtypen ergänzt.